# Julien Sandrel

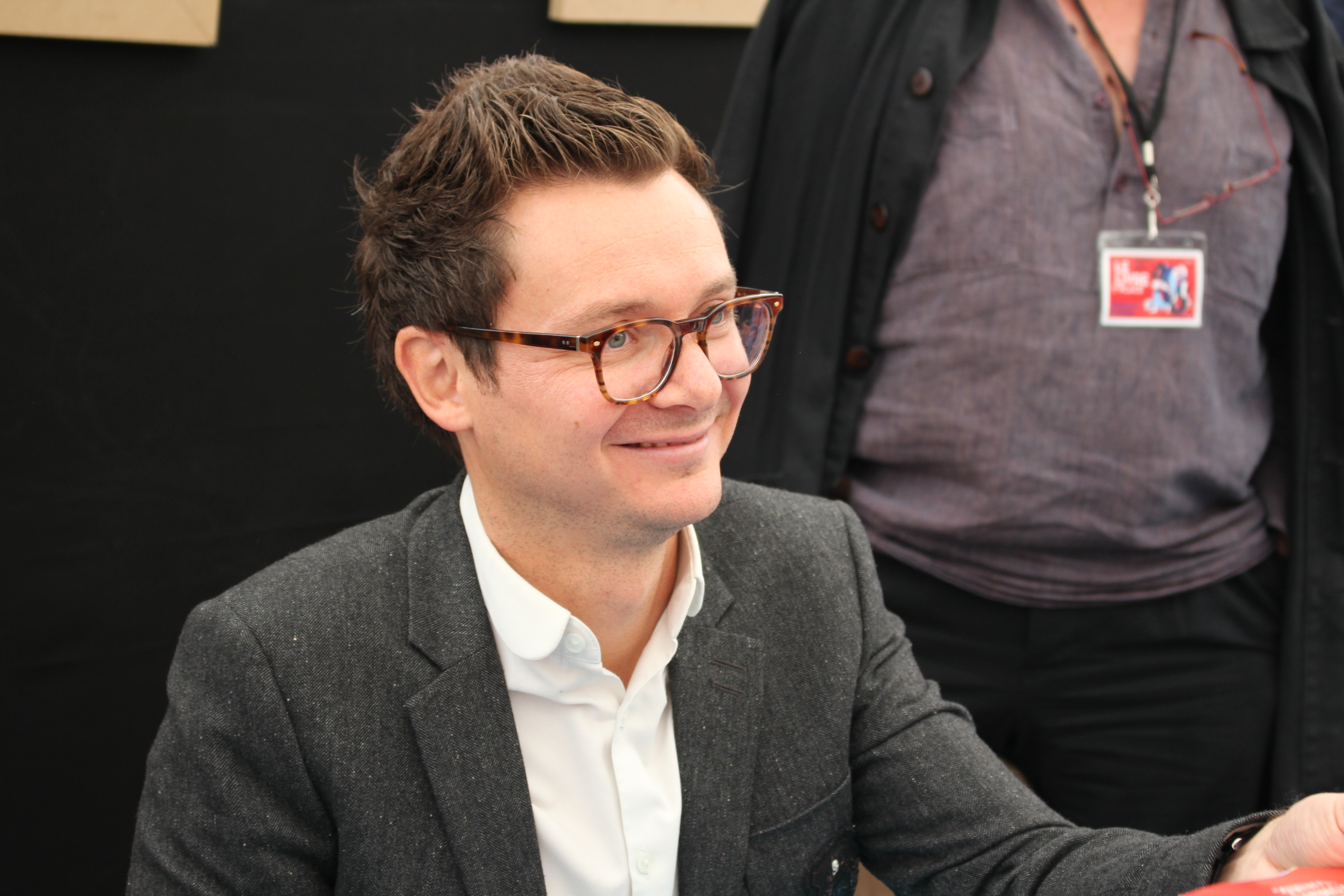
Julien Sandrel (2018)

Julien Sandrel (* 1980 in Hyères) ist ein französischer Schriftsteller.

## Leben
Sandrel wurde in Südfrankreich geboren und lebt heute in Paris. Der Roman Das Zimmer der Wunder (2018, Originaltitel: 
La Chambre des Merveilles) war ein großer Erfolg, die Rechte wurden auf der Frankfurter Buchmesse in 21 Länder  verkauft. Das Buch wurde außerdem von Lisa Azuelos und Alexandra Lamy für den Film adaptiert. Der Kinostart des Films, mit unverändertem Titel, ist in Deutschland für den 16. Mai 2024 vorgesehen

## Werke
- Das Zimmer der Wunder. Penguin Verlag, München 2019, ISBN 978-3-328-10404-9.
- La vie qui m'attendait. Calmann-Lévy, Paris 2019, ISBN 978-2-7021-6349-8.
- Les étincelles. Calmann-Lévy, Paris 2020, ISBN 978-2-7021-6636-9.

## Preise
- Prix Méditerranée des lycéens 2019.[5]
- Prix des lecteurs U 2019.[6]